# Carlo Giuseppe Filippa della Martiniana

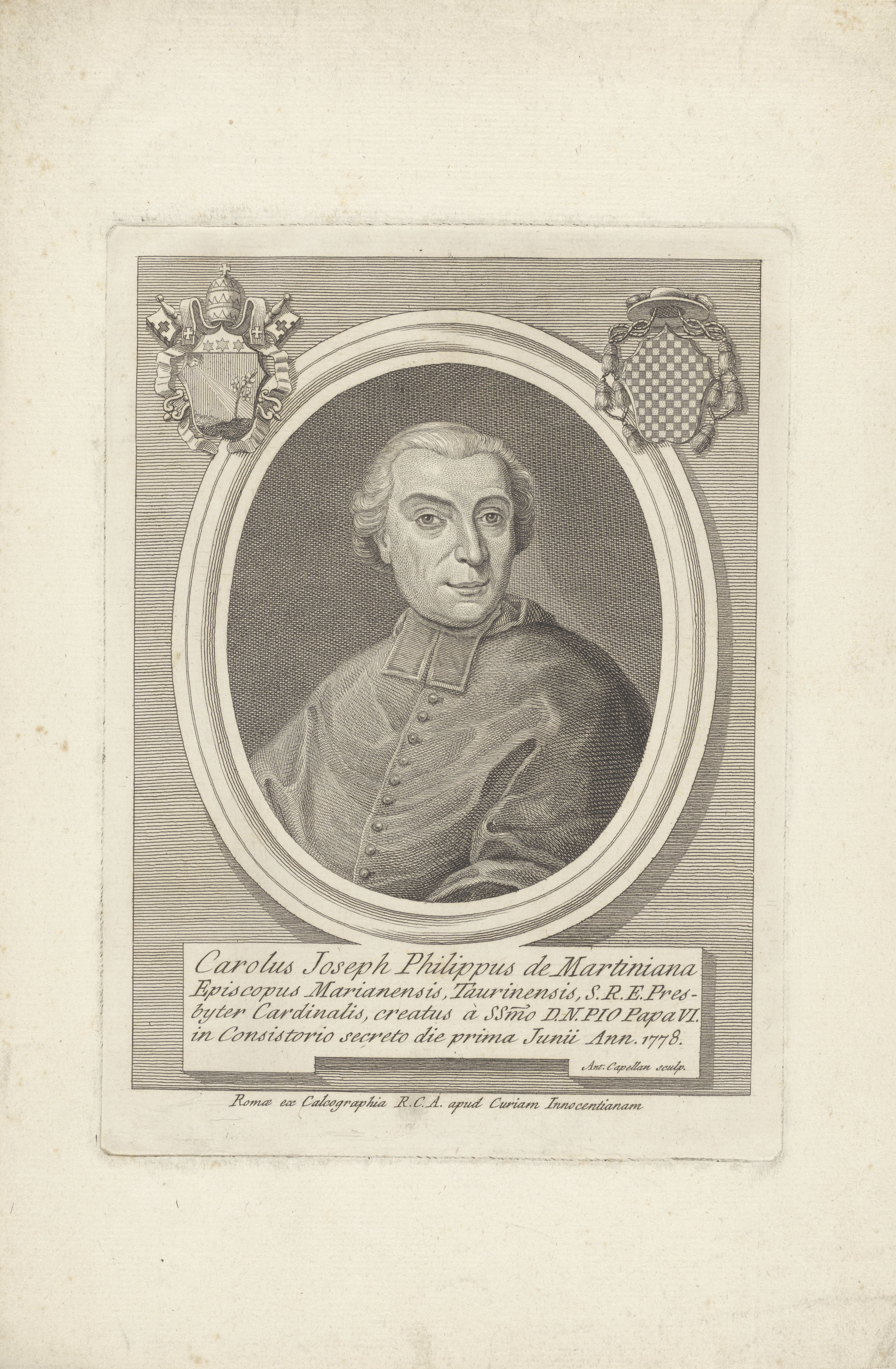
Carlo Giuseppe Kardinal Filippa della Martiniana

Carlo Giuseppe Filippa della Martiniana (* 19. Juni 1724 in Turin; † 7. Dezember 1802 in Vercelli) war ein italienischer Geistlicher, Bischof von Vercelli und Kardinal der Römischen Kirche.

## Leben
Er entstammte einer piemontesischen Adelsfamilie und war das einzige Kind des Conte Carlo Baldassare Filippa della Martiniana und dessen zweiter Ehefrau Bona Teresa Grimaldi. Carlo Giuseppe Filippa della Martiniana studierte an der Universität Turin und erwarb dort am 1. Juni 1757 den akademischen Grad eines Dr. theol. Die Priesterweihe empfing er am 1. März 1749 und wirkte danach als Spiritual der Universität Turin und als Krankenhausseelsorger.
König Carlo Emanuele III. von Sardinien-Piemont ernannte ihn am 25. Mai 1757 zum Bischof von Saint-Jean-de-Maurienne. Die Bischofsweihe spendete ihm am 7. August desselben Jahres in der Kathedrale von Turin Kardinal Carlo Vittorio Amedeo delle Lanze.
Im Konsistorium vom 1. Juni 1778 erhob Papst Pius VI. ihn zum Kardinal. Am 21. April 1779 wurde er von König Viktor Amadeus III. von Sardinien als Bischof von Vercelli nominiert und am 12. Juli desselben Jahres auf den Bischofssitz von Vercelli transferiert. Als Papst Pius VI. 1799 auf dem Weg in das französische Exil sich im Ort Crescentino bei Vercelli im Haus der Oratorianer aufhielt, war Filippa della Martiniana der letzte Kardinal, den der Papst bis zu seinem Tod sah.
Carlo Giuseppe Filippa della Martiniana war Teilnehmer am Konklave 1799–1800, das Pius VII. zum Papst wählte. Von diesem erhielt er am 28. März 1800 den Kardinalshut und am 2. April desselben Jahres San Callisto als Titelkirche. Er war Mitglied der Kongregation für die kirchliche Immunität, der Ritenkongregation sowie der Kongregation für Ablässe und die heiligen Reliquien. Eine Besprechung zwischen ihm und Napoléon Bonaparte im Jahr 1800 bildete den Auftakt für eine Kehrtwende in der französischen Kirchenpolitik, die in das Konkordat von 1801 mündete.
Beigesetzt wurde er in der Kathedrale Sant’Eusebio in Vercelli.